# Hugo Ekitike
Hugo Ekitike (Reims, 20 de junio de 2002) es un futbolista francés que juega de delantero en el Liverpool F. C. de la Premier League

## Trayectoria
El 12 de julio de 2020 firmó su primer contrato profesional con el Stade de Reims. Debutó con el primer equipo en una derrota por 3-1 en la Ligue 1 ante el F. C. Lorient el 17 de octubre. El 29 de enero de 2021 se incorporó al Vejle Boldklub de la Superliga de Dinamarca en calidad de cedido para el resto de la temporada.
El 26 de septiembre de 2021 marcó el segundo y el tercer gol del Reims en la victoria por 3-1 contra el F. C. Nantes, tras entrar como suplente. En la ventana de transferencias de enero de 2022, rechazó un posible traspaso al Newcastle United F. C. El presidente del Reims afirmó que "aún queda un trozo de historia por escribir juntos".
El 16 de julio de 2022 el Paris Saint-Germain F. C. anunció su fichaje en calidad de cedido por una temporada con opción de compra. Ayudó al equipo a ganar la Ligue 1 y marcó cuatro goles en los 33 partidos que jugó antes de ser prestado el 1 de febrero de 2024 al Eintracht Fráncfort. Tras la cesión continuó en Alemania y en año y medio anotó 26 tantos en 64 encuentros, además de ser incluido en el equipo de la temporada de la 1. Bundesliga 2024-25.
El 23 de julio de 2025 fue traspasado al Liverpool F. C. Los informes de los medios indicaron que el acuerdo era por £ 69 millones más bonificaciones por goles. Hizo su debut para el Liverpool cuando la gira de pretemporada de los Rojos por Asia concluyó con una victoria por 3-1 sobre Yokohama F. Marinos en 30 de julio de 2025.

## Selección nacional
Nació en Francia de padre camerunés y madre francesa. Es internacional en las categorías inferiores de Francia, donde ha representado a la selección sub-20.

## Estadísticas

### Clubes
Actualizado al último partido disputado el 15 de agosto de 2025.
| Club                              | Div.          | Temporada     | Liga  | Liga  | Liga   | Copas nacionales | Copas nacionales | Copas nacionales | Copas internacionales | Copas internacionales | Copas internacionales | Total | Total | Total  |
| Club                              | Div.          | Temporada     | Part. | Goles | Asist. | Part.            | Goles            | Asist.           | Part.                 | Goles                 | Asist.                | Part. | Goles | Asist. |
| --------------------------------- | ------------- | ------------- | ----- | ----- | ------ | ---------------- | ---------------- | ---------------- | --------------------- | --------------------- | --------------------- | ----- | ----- | ------ |
| Stade de Reims II Francia         | 4.ª           | 2019-20       | 12    | 5     | 0      | —                | —                | —                | —                     | —                     | —                     | 12    | 5     | 0      |
| Stade de Reims II Francia         | 4.ª           | 2020-21       | 2     | 1     | 0      | —                | —                | —                | —                     | —                     | —                     | 2     | 1     | 0      |
| Stade de Reims Francia            | 1.ª           | 2020-21       | 2     | 0     | 0      | 0                | 0                | 0                | —                     | —                     | —                     | 2     | 0     | 0      |
| Vejle Boldklub Dinamarca          | 1.ª           | 2020-21       | 11    | 3     | 1      | —                | —                | —                | —                     | —                     | —                     | 11    | 3     | 1      |
| Vejle Boldklub Dinamarca          | Total club    | Total club    | 11    | 3     | 1      | 0                | 0                | 0                | 0                     | 0                     | 0                     | 11    | 3     | 1      |
| Stade de Reims II Francia         | 4.ª           | 2021-22       | 1     | 0     | 1      | —                | —                | —                | —                     | —                     | —                     | 1     | 0     | 1      |
| Stade de Reims II Francia         | Total club    | Total club    | 15    | 6     | 1      | 0                | 0                | 0                | 0                     | 0                     | 0                     | 15    | 6     | 1      |
| Stade de Reims Francia            | 1.ª           | 2021-22       | 24    | 10    | 3      | 2                | 1                | 0                | —                     | —                     | —                     | 26    | 11    | 3      |
| Stade de Reims Francia            | Total club    | Total club    | 26    | 10    | 3      | 2                | 1                | 0                | 0                     | 0                     | 0                     | 28    | 11    | 3      |
| Paris Saint-Germain F. C. Francia | 1.ª           | 2022-23       | 25    | 3     | 4      | 3                | 1                | 0                | 4                     | 0                     | 0                     | 32    | 4     | 4      |
| Paris Saint-Germain F. C. Francia | 1.ª           | 2023-24       | 1     | 0     | 0      | 0                | 0                | 0                | 0                     | 0                     | 0                     | 1     | 0     | 0      |
| Paris Saint-Germain F. C. Francia | Total club    | Total club    | 26    | 3     | 4      | 3                | 1                | 0                | 4                     | 0                     | 0                     | 33    | 4     | 4      |
| Eintracht Fráncfort · Alemania    | 1.ª           | 2023-24       | 14    | 4     | 2      | —                | —                | —                | 2                     | 0                     | 0                     | 17    | 4     | 2      |
| Eintracht Fráncfort · Alemania    | 1.ª           | 2024-25       | 33    | 15    | 8      | 3                | 3                | 1                | 12                    | 4                     | 3                     | 48    | 22    | 12     |
| Eintracht Fráncfort · Alemania    | Total club    | Total club    | 47    | 19    | 10     | 3                | 3                | 1                | 14                    | 4                     | 3                     | 64    | 26    | 14     |
| Liverpool F. C. Inglaterra        | 1.ª           | 2025-26       | 1     | 1     | 1      | 1                | 1                | 0                | 0                     | 0                     | 0                     | 2     | 2     | 1      |
| Liverpool F. C. Inglaterra        | Total club    | Total club    | 1     | 1     | 1      | 1                | 1                | 0                | 0                     | 0                     | 0                     | 2     | 2     | 1      |
| Total carrera                     | Total carrera | Total carrera | 126   | 42    | 20     | 9                | 6                | 1                | 19                    | 4                     | 3                     | 153   | 52    | 24     |

## Palmarés

### Títulos nacionales
| Título  | Club                      | País    | Año  |
| ------- | ------------------------- | ------- | ---- |
| Ligue 1 | Paris Saint-Germain F. C. | Francia | 2023 |